# Spécialiste en programmation linéaire et en recherche opérationnelle
Afin de pouvoir faire des investissements au bon moment et au bon endroit dans des conditions économiques raisonnables, les compagnies pétrolières ont besoin de savoir à l'avance quand et où faire ces investissements.
Pour réaliser cet objectif, très souvent, les compagnies font appel à la recherche opérationnelle basée sur l'utilisation de l'optimisation linéaire. Le Service Programme de la compagnie est affecté à cette tâche. Au sein de ce service il existe un certain nombre d'ingénieurs versés dans la création et dans la manipulation des modèles linéaires de toutes tailles.
Ils ont pour tâche de :
- créer des modèles d'optimisation linéaire adaptés à l'entreprise ;
- établir la liste des données indispensables pour la construction des modèles ;
- collecter les données venant des autres Directions impliquées dans la construction des modèles ;
- vérifier les données reçues ;
- contrôler la vraisemblance de ces données ;
- entrer ces données dans les modèles concernés ;
- faire des tests de vraisemblance ;
- faire fonctionner les modèles ;
- corriger les données le cas échéant et mettre à jour les modèles ;
- faire la maintenance des modèles ;

et enfin :
- d'obtenir des résultats corrects et vraisemblables.

Ces spécialistes doivent connaître :
- le fonctionnement des unités de raffinage ;
- la technique d'optimisation linéaire ;
- la recherche opérationnelle ;
- les transports maritimes ;
- les spécifications des produits ;
- le sens critique et celui de l'observation.